# 齊聖時
齊聖時（？—？），直隶昌黎人，清朝政治人物。举人出身。
同治七年，擔任廣東廣州府永安縣知縣（現紫金縣知縣）。后由李嗣宗接任。